# America Olivo

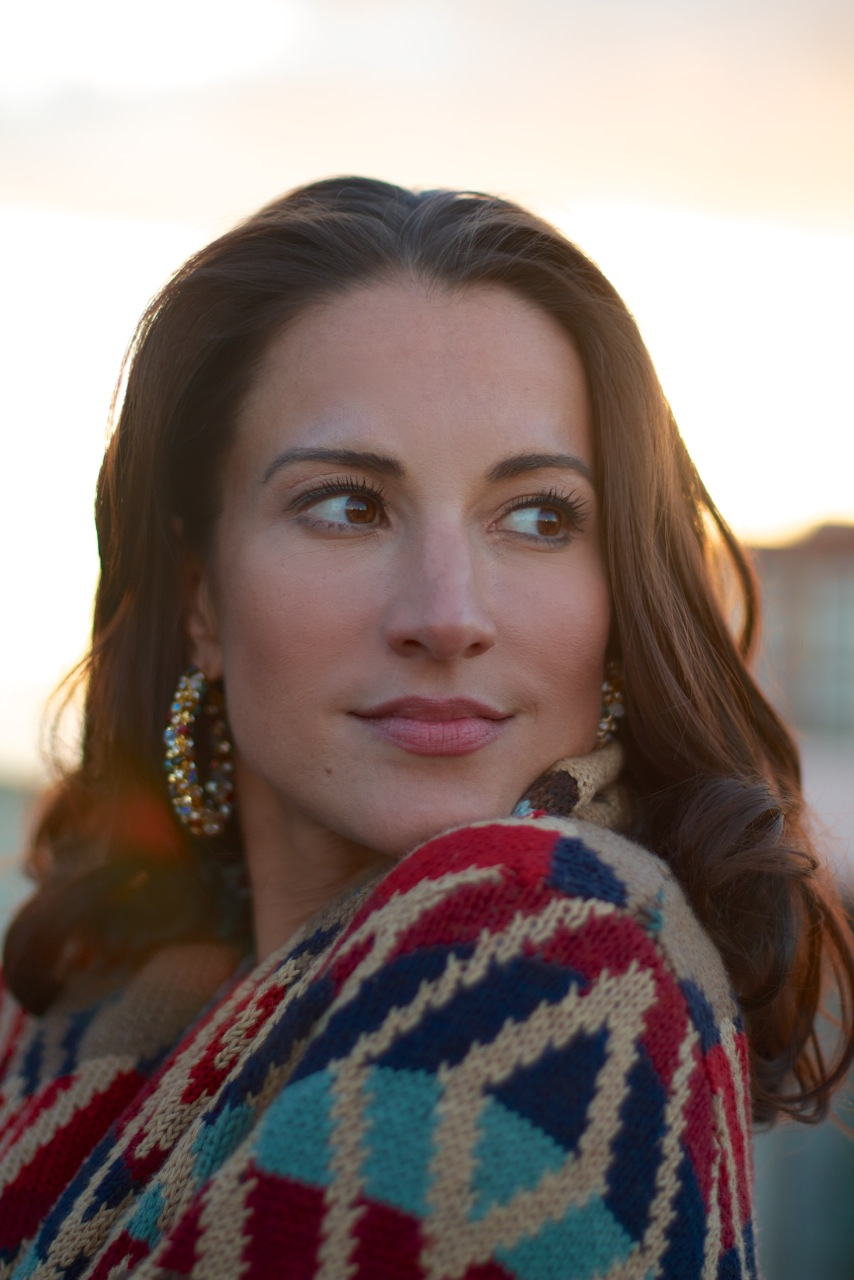
America Olivo

Ameríca Olivo (* 5. Januar 1978 in Van Nuys, Kalifornien als Ameríca Athene Olivo) ist eine US-amerikanische Schauspielerin und Musikerin. Sie spielte in mehreren Kinofilmen, darunter Freitag der 13., Bitch Slap, Alexandre Ajas Maniac, No One Lives – Keiner überlebt! oder Mission: Impossible – Rogue Nation.

## Leben und Karriere
Ameríca Olivo wurde 1978 in Van Nuys im Bundesstaat Kalifornien geboren. Kurz nach dem Studium mit Bachelor-Abschluss an der Juilliard School in New York City, kehrte Olivo in ihre Heimat Los Angeles zurück, wo sie die Band Soluna mit Aurora Rodriguez, T Lopez und Jessica Castellanos gründete. Von 2002 bis 2004 gab die Band verschiedene öffentliche Performances, darunter auch mehrere Auftritte in US-amerikanischen Fernsehserien wie The Late Late Show with Craig Kilborn, Livin’ Large oder HotPop. 2004 erschien ein 30-minütiger TV-Film über die Gruppe. Als sich die Band Soluna Ende 2004 schließlich auflöste, konzentrierte sich Olivo auf ihre Karriere als Schauspielerin und Solo-Musikerin.
2005 hatte sich Olivo erfolgreich dem Fernsehen zugewandt und spielte dort in Episoden von populären US-amerikanischen Serien. Zu ihren Auftritten in dem Medium gehören Cuts, Jake in Progress, How I Met Your Mother, Dr. House, General Hospital, Criminal Intent – Verbrechen im Visier, Navy CIS: L.A. oder Warehouse 13
Seit 2008 hat man Olivo auch in zahlreichen Kinofilmen gesehen. Oftmals in Rollen im Horrorfilm-Genre wie The Thirst: Blood War, Neighbor, Freitag der 13., The Last Resort, Bitch Slap, Circle oder 2012 in Franck Khalfouns Alexandre Ajas Maniac neben Elijah Wood.
America Olivo erschien 2009 auf dem Cover der Juni-Ausgabe des Playboys.

## Filmografie (Auswahl)

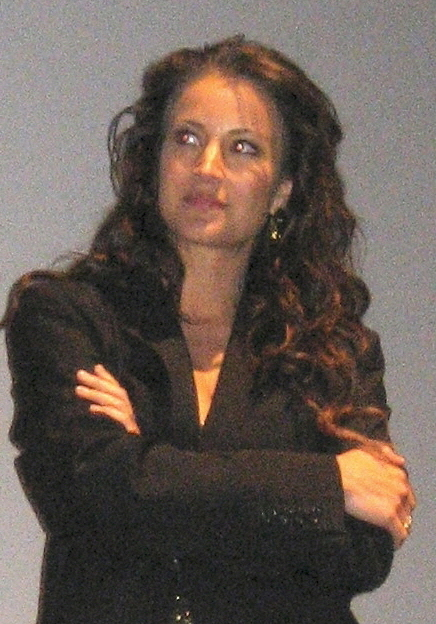
America Olivo (2009)

### Kurzfilm
- 2009: Represent

### Kino
- 2008: Iron Man
- 2008: The Thirst: Blood War
- 2009: Freitag der 13. (Friday the 13th)
- 2009: Transformers – Die Rache (Transformers: Revenge of the Fallen)
- 2009: Neighbor
- 2009: The Last Resort
- 2009: Bitch Slap
- 2010: Circle
- 2010: Love Shack
- 2011: Conception
- 2012: Alexandre Ajas Maniac (Maniac)
- 2012: No One Lives – Keiner überlebt! (No One Lives)
- 2015: Mission: Impossible – Rogue Nation
- 2021: Making the Day
- 2024: The Father Who Stayed

### Fernsehen
- 2005: Cuts (Fernsehserie, 1 Episode)
- 2006: Jake in Progress (Fernsehserie, 1 Episode)
- 2006: How I Met Your Mother (Fernsehserie, 1 Episode)
- 2005/2006: Dr. House (Fernsehserie, 2 Episoden)
- 2008: General Hospital (Fernsehserie, 4 Episoden)
- 2010: Peas in a Pod (Fernsehfilm)
- 2011: Criminal Intent – Verbrechen im Visier (Law & Order: Criminal Intent, Fernsehserie, 1 Episode)
- 2011: Navy CIS: L.A. (Fernsehserie, 1 Episode)
- 2013: Warehouse 13 (Fernsehserie, 1 Episode)
- 2013–2014: Degrassi (Fernsehserie, 7 Episoden)
- 2014: Defiance (Fernsehserie, 3 Episoden)
- 2014–2018: Chicago P.D. (Fernsehserie, 6 Episoden)
- 2016: The Strain (Fernsehserie, 2 Episoden)
- 2016: Blue Bloods – Crime Scene New York (Fernsehserie, 1 Episode)
- 2016–2017: Degrassi: Die nächste Klasse (Fernsehserie, 4 Episoden)
- 2017: Chicago Fire (Fernsehserie, 1 Episode)
- 2017: Major Crimes (Fernsehserie, 2 Episoden)
- 2018: Blindspot (Fernsehserie, 1 Episode)
- 2018: Law & Order: Special Victims Unit (Fernsehserie, 1 Episode)
- 2020: Navy CIS: New Orleans (NCIS: New Orleans, Fernsehserie, 1 Episode)
- 2020: For Life (Fernsehserie, 1 Episode)
- 2021: Gossip Girl (Fernsehserie, 1 Episode)
- 2022: The Good Doctor (Fernsehserie, 1 Episode)
- 2022: New Amsterdam (Fernsehserie, 1 Episode)
- 2023: Magnum P.I. (Fernsehserie, Episode 5x08)
- 2023: Beschütze sie (The Last Thing He Told Me, Fernsehserie, 2 Episoden)
- 2023: Special Ops: Lioness (Fernsehserie, Episode 1x02)